# Eclissi solare del 7 aprile 1978
L'Eclissi solare del 7 aprile 1978 è stato un evento astronomico che ha avuto luogo il suddetto giorno attorno alle ore 15:03 UTC. Tale evento ha avuto luogo in alcune aree del Sud America meridionale, dell'Africa meridionale e dell'Antartide. L'eclissi del 19 giugno 1917 divenne la seconda eclissi solare nel 1917 e la 39ª nel XX secolo. La precedente eclissi solare si è verificata il 12 ottobre 1977, la seguente il 2 ottobre 1978.
Il giorno della luna nuova (novilunio), la differenza tra le distanze apparenti di luna e sole osservate sulla terra è estremamente piccola. In tale momento, se la luna si trova in prossimità del nodo lunare, cioè uno dei due punti in cui la sua orbita interseca l'eclittica, si verifica un'eclissi solare. Quando vi è assenza di ombra e la penombra raggiunge parte dell'estremità settentrionale o meridionale della terra, si verifica un'eclissi solare parziale, che si verifica quindi presso le regioni polari della Terra.

## Percorso e visibilità
Questa eclissi solare parziale poteva essere vista nel Cile meridionale, nel sud dell'Argentina, alle Isole Falkland, nella Georgia del Sud e nelle Isole Sandwich meridionali; nella maggior parte del Sud Africa tranne il suo nord-est, nella maggior parte della Namibia escluso il nord-est e in un piccolo territorio del confine meridionale Angolano; in Botswana ad eccezione del confine orientale, nel piccolo stato sudafricano di Lesotho e in circa un quarto dell'area Antartica vicino all'Atlantico.

## Eclissi correlate

### Eclissi solari 1975 - 1978
Questa eclissi è un membro di una serie semestrale. Un'eclissi in una serie semestrale di eclissi solari si ripete approssimativamente ogni 177 giorni e 4 ore (un semestre) in nodi alternati dell'orbita della Luna.